# Compositore

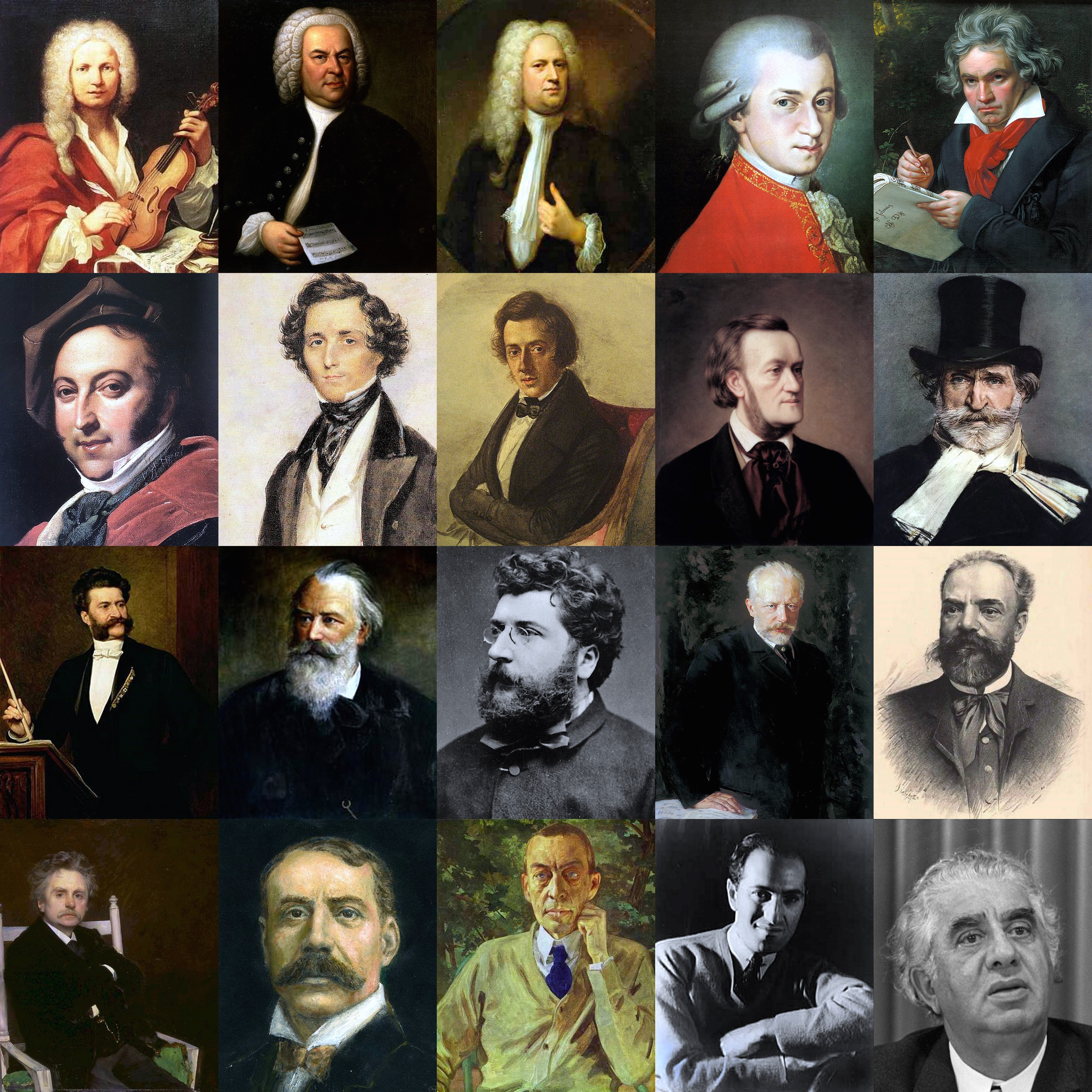
Celebri compositori:
Prima fila:Antonio Vivaldi, Johann Sebastian Bach, Georg Friedrich Händel, Wolfgang Amadeus Mozart, Ludwig van Beethoven.
Seconda Fila: Gioachino Rossini, Felix Mendelssohn, Fryderyk Chopin, Richard Wagner, Giuseppe Verdi.
Terza Fila: Johann Strauss II, Johannes Brahms, Georges Bizet, Pëtr Il'ič Čajkovskij, Antonín Dvořák.
Quarta Fila: Edvard Grieg, Edward Elgar, Sergej Vasil'evič Rachmaninov, George Gershwin, Aram Il'ič Chačaturjan

Un compositore (dal latino composĭtor, -oris, der. di componĕre "comporre’", XIII secolo, "chi mette insieme") è una persona che compone e che quindi crea e scrive musica, attraverso la realizzazione di partiture o con altri mezzi che permettono di combinare una o più idee musicali, in modo da ottenere un brano musicale.
Alcuni compositori sono anche esperti cantanti, strumentisti, o direttori d'orchestra. Esempi di compositori che sono noti anche per le loro capacità interpretative sono J. S. Bach (organista), Mozart (violino e pianoforte) e Beethoven, Liszt e Chopin (pianisti). 
Il termine può indicare artisti provenienti da altre tradizioni musicali che creano musica, non necessariamente legata a una notazione scritta, come per esempio blues o cantanti folk e chitarristi che creano brani attraverso improvvisazione e registrazione e scrittori di musica popolare di canzoni musicali e arrangiamenti teatrali. In molti generi musicali popolari i musicisti che scrivono nuove canzoni, creando sia il testo che la musica, sono tipicamente chiamati cantautori.

## Descrizione
La composizione, al fine di poterne agevolare la riproduzione,  è generalmente trascritta su uno spartito tramite un sistema di simboli chiamato notazione musicale, che appunto utilizza le cosiddette note musicali: l'opera del compositore è eseguita dagli interpreti (musicisti, cantanti), ma può essere eseguita anche dall'autore stesso. Inoltre per essere considerati ufficialmente "compositore" bisogna aver raccolto, in un proprio catalogo, un certo numero di opere riconosciute come tali attraverso la realizzazione di partiture, nel corso degli anni.
Il mestiere del compositore non è una professione protetta. Anche autodidatti si possono chiamare in questo modo, ma gli studi di composizione si eseguono in Italia e all'estero presso i Conservatori.
In Italia la Società Italiana degli Autori ed Editori è incaricata della protezione dei diritti d'autore. Ogni paese ha la propria organizzazione per l'amministrazione di diritti del genere (come per esempio ASCAP e BMI negli USA, la SACEM in Francia o la GEMA in Germania). Questi organi, nei vari paesi del mondo (la Recording Industry Association of America negli USA è un ottimo esempio) ricevono continuamente denunce da privati o associazioni consumatori, per abuso di posizione dominante, assieme a molte major discografiche, tutto parte delle guerre fra discografici e consumatori iniziate già all'inizio del XXI secolo.